# Мадави бинт Абдул-Азиз Аль Сауд
Мадави бинт Абдулазиз Аль Сауд (англ. Madawi bint Abdulaziz Al Saud; 1939 — 27 ноября 2017) — саудовская принцесса, член королевской семьи Аль Сауд. Она была младшей и последней выжившей дочерью короля Аль Сауда. Её братья — принц Талал и принца Навваф.

## Биография
Принцесса Мадави родилась в Каср-эль-Хукме, Эр-Рияд, в 1939 году. Её родителями были король Абдул-Азиз ибн Абдуррахман и Мунайир — армянка, чья семья бежала от геноцида армян в Османской империи.
В отличие от сотен тысяч армян, бежавших на запад, в Афины или Бейрут, Мунайер, её отец, мать и двое других братьев и сестёр отправились на юг, по старым караванным путям, вглубь внутренних районов Ваххабитской Аравии. Это был странный выбор для христианской семьи. Возможно они намеревались направиться в Ливан или даже Персию — тогдашнее убежище для бегущих армян, или просто заблудились.
Мунайир считалась британскими дипломатами в Саудовской Аравии одной из любимых жён короля Абдель Азиза и была известна своим умом и красотой. У принцессы Мадави были некоторые бизнес-инвестиции и компания по маркетингу нефти — Princess Madavi bint Abdulaziz Petroleum Marketing Co.
Мадави умерла 27 ноября 2017 года. Она была похоронена после вечерней молитвы в Большой мечети в Мекке.